# 太田奈緒子
太田 奈緒子（おおた なおこ、1978年7月22日 - ）は、日本のハワイアンジュエリーデザイナー、エングレーバー（彫刻師）。元タレント、グラビアアイドル、モデル。
神奈川県川崎市出身。趣味はフラダンス、釣り、ファッション。特技はダンス。

## 略歴
- 文化学院文学科に通いながら、タレント、グラビアアイドル、モデルとして雑誌やバラエティ番組などに出演。
- 雑貨セレクトショップ『BIBI & LILI』を名古屋にオープン。
- 人気セレクトショップ[要出典]『青子』のファッションショーの衣装スタイリング・演出を手掛ける。
- ハワイアンジュエリーエングレーバーのもとで修業後、2011年自らのジュエリーブランド『naoko ota HAWAIIAN JEWELRY』を立ち上げる。

## 人物
- 高校時代、ジャズダンス部門の関東大会[どれ?]で優勝している。
- 好物は生姜や豚肉。
- 好きなアーティストは浜崎あゆみ。
- 本人いわくホリケンの大ファンである。

## 出演

### テレビ番組
- 週刊スタミナ天国（フジテレビ） - レギュラー[要出典]

### 雑誌
- ヤングマガジン[どれ?]（講談社）
- 週刊ヤングジャンプ（集英社）
- 特ダネ最前線（日本文芸社） - 表紙モデル
- 少年マガジン[どれ?]（講談社）
- ViVi（講談社）
- R&RNEWSMAKER（ぴあ）

### イベント
- 東京ディズニーランド ファッションショーモデル